# Comarnic
Comarnic este un oraș în județul Prahova, Muntenia, România, format din localitățile componente Comarnic (reședința), Ghioșești, Podu Lung, Poiana și Posada. Este situat în zona de contact a Subcarpaților Prahovei cu prelungirile sudice ale Munților Baiu, extins în lunca și pe traseele de pe stânga râului Prahova, la 500–580 m altitudine, la 52 de kilometri nord-vest de orașul Ploiești.

## Așezare
Orașul se află în valea Prahovei, în nord-vestul județului. Localitatea sa principală se află pe malul stâng al Prahovei, în vreme ce pe malul drept există mai multe dintre localitățile rurale componente. Este străbătut de șoseaua națională DN1, care leagă Ploieștiul de Brașov. La Comarnic, din acest drum se ramifică DJ101S, care duce spre Secăria și Valea Doftanei, precum și DJ101R, care duce spre Breaza, pentru a reveni apoi în același DN1.
Prin oraș trece calea ferată Ploiești-Brașov, pe care este deservit de gara Comarnic și de haltele Posada și Valea Largă.

## Demografie
Componența etnică a orașului Comarnic
     Români (92,7%)
     Alte etnii (0,05%)
     Necunoscută (7,26%)
Componența confesională a orașului Comarnic
     Ortodocși (91,97%)
     Alte religii (0,36%)
     Necunoscută (7,67%)
Conform recensământului efectuat în 2021, populația orașului Comarnic se ridică la 11.106 locuitori, în scădere față de recensământul anterior din 2011, când fuseseră înregistrați 11.970 de locuitori. Majoritatea locuitorilor sunt români (92,7%), iar pentru 7,26% nu se cunoaște apartenența etnică. Din punct de vedere confesional, majoritatea locuitorilor sunt ortodocși (91,97%), iar pentru 7,67% nu se cunoaște apartenența confesională.
|  | Graficele sunt indisponibile din cauza unor probleme tehnice. Mai multe informații se găsesc la Phabricator și la wiki-ul MediaWiki. |

Date: Recensăminte sau birourile de statistică - grafică realizată de Wikipedia

## Politică și administrație
Orașul Comarnic este administrat de un primar și un consiliu local compus din 17 consilieri. Primarul, Sorin Popa[*], de la Partidul Național Liberal, este în funcție din 2016. Începând cu alegerile locale din 2024, consiliul local are următoarea componență pe partide politice:
|  | Partid                          | Consilieri | Componența Consiliului | Componența Consiliului | Componența Consiliului | Componența Consiliului | Componența Consiliului | Componența Consiliului | Componența Consiliului | Componența Consiliului | Componența Consiliului | Componența Consiliului | Componența Consiliului |
|  | ------------------------------- | ---------- | ---------------------- | ---------------------- | ---------------------- | ---------------------- | ---------------------- | ---------------------- | ---------------------- | ---------------------- | ---------------------- | ---------------------- | ---------------------- |
|  | Partidul Național Liberal       | 11         |                        |                        |                        |                        |                        |                        |                        |                        |                        |                        |                        |
|  | Partidul Social Democrat        | 4          |                        |                        |                        |                        |                        |                        |                        |                        |                        |                        |                        |
|  | Alianța pentru Unirea Românilor | 2          |                        |                        |                        |                        |                        |                        |                        |                        |                        |                        |                        |

## Istorie
Localitatea Comarnic este menționată documentar ca sat pentru prima oară în 1503.
În 1831, așezarea era un sat ce aparținea de plaiul Prahova și avea 288 de gospodării.
La sfârșitul secolului al XIX-lea, Comarnicul era o comună rurală, formată din 9 cătune: Comarnic(Vatra Satului), Poiana, Ghiosești, Podul Vârtos, Podul Neagului, Posada, Podul Lung, Podul Corbului și Secăria totalizând 4365 de locuitori, și aflată în plaiul Peleșul din județul Prahova. Avea o școală mixtă din 1865, în 1892 învățând acolo 161 de copii (din care 35 de fete); două biserici (una în Comarnic, zidită de familia Bibescu în 1815, și una în Podul Neagului zidită de logofătul Pârvul Cantacuzino și de tatăl său, în 1661). Pe lângă acestea, în comună existau pe râul Prahova 3 mori, două fierăstraie și 2 fabrici de var hidraulic.
Localitatea principală s-a extins și a inclus o mare parte din satele componente, în 1925 figurând în Anuarul SOCEC doar 6 sate: Comarnic, Ghiosești, Podu Cerbului, Poiana, Posada și Secăria. Satul Secăria s-a separat în 1931, formând o comună separată. În 1938 comuna era inclusă în plasa Sinaia din județul Prahova. În 1950, a fost inclusă în raionul Câmpina din regiunea Prahova, iar apoi regiunea Ploiești. În 1968 a fost declarat oraș și inclus în județul Prahova, având doar cele 5 localități — cea principală, plus Ghioșești, Podu Lung, Poiana și Posada.

## Monumente istorice

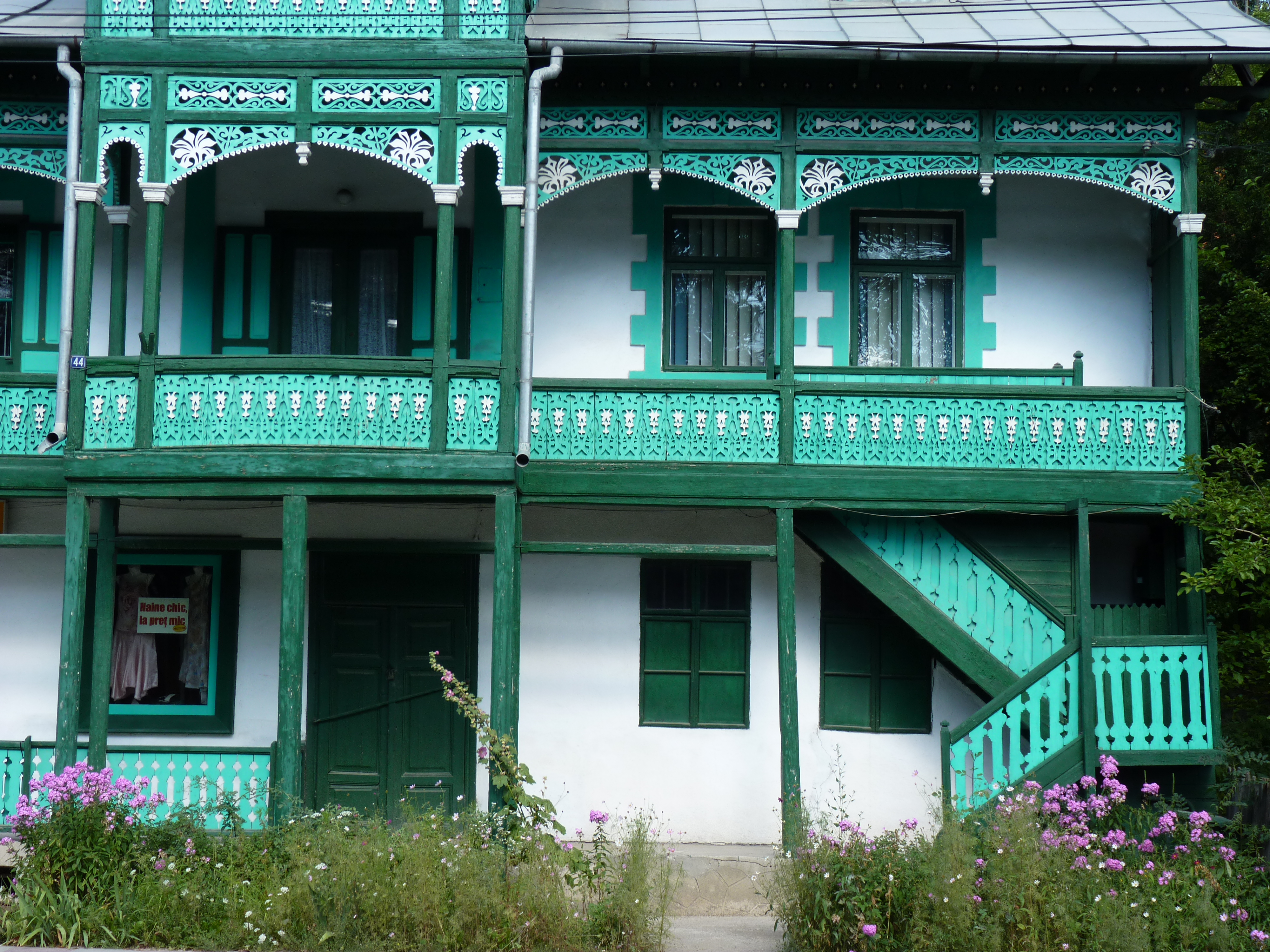
Casa cu parter comercial Ticu din Comarnic

În orașul Comarnic se află biserica „Sfânta Treime” a fostului schit Lespezi (1661–1675, cu refaceri în 1798 și 1819), monument istoric de arhitectură de interes național, aflat în localitatea componentă Posada.
În rest, alte douăzeci și trei de obiective din oraș sunt incluse în lista monumentelor istorice din județul Prahova ca monumente de interes local. Unul dintre ele este clasificat ca monument memorial sau funerar: o cruce de pomenire, din piatră, datând din 1741, aflată la marginea șoselei spre Sinaia, în localitatea Posada. Celelalte sunt clasificate ca monumente de arhitectură: ansamblul urban (mijlocul secolului al XIX-lea–începutul secolului al XX-lea); casele cu parter comercial Al. Negulescu (1879), Ticu, Iancu Comșescu (1890), Anica Bunghez, Marian Năsulea (1900), Bădiceanu, Ion Voiculescu (sfârșitul secolului al XIX-lea), Marin Voiculescu (1920), conacul George Valentin Bibescu (1878); casele George Valentin Bibescu (1890), Elena Dumitrescu (1895), Ion Arbore (1899), Emilian Piciorea, Ion Drăgănescu (1900) Al. Machedon, Aurel Năstase, Elena Nicolae (sfârșitul secolului al XIX-lea), Elena Buliga, Mihai Dumitrescu (1910), Paraschiva Crețu (1924) și dr. Constantin Crăsan (1930).

## Personalități
De-a lungul timpului au trecut și au locuit în acest oraș pictorul Nicolae Grigorescu, scriitorul Ion Luca Caragiale, poetul Simion Stolnicu (liceul din oraș purtându-i numele). De numele acestui oraș de munte se leagă și o parte din saga familiei Bibescu. Martha Bibescu a iubit aceste meleaguri, fapt pentru care și-a construit o reședință pe domeniul pe care familia îl deținea la Comarnic. În prezent, această structură găzduiește actualul Muzeu Cinegetic Posada.

## Personalități născute aici
- David Popescu (1886 - 1955), general;
- Simion Stolnicu (1905 - 1966), poet;
- Georgeta Năpăruș (1930 - 1997), pictoriță;
- Constantin „Costică” Rădulescu (1934 - 2002), fotbalist, antrenor;
- Ion Panțuru (1934 - 2016), bober;
- Ion Bulei (1941 - 2020), istoric, profesor universitar;

## Turism
Asociații
- Asociația de Turism Sportiv Mugur de Colț, înființată de tineri care au conceput și marcat trasee montane cu plecare din Comarnic.

Obiective turistice
- Muzeul cinegetic care păstrează trofee superbe
- Castelul Posada, Resedința Familiei Bibescu
- Conacul de factură romantică (1878)
- Biserica Sf. Nicolae (construită la 1901 pe ruinele alteia mult mai vechi). Aceasta este cea mai mare biserică de pe Valea Prahovei, una din puținele din România unde există o pictura înfățișând prima familie Regală a României: Regele Carol I alături de Regina Elisabeta
- Schitul „Lespezi” (1601) din localitatea Posada, cu Biserica „Sfânta Treime” (1661-1675), pictată de Pârvu Mutu din 1694
- Cheile Doftanei (sit de importanță comunitară inclus în rețeaua ecologică europeană Natura 2000 în România)

## Galerie

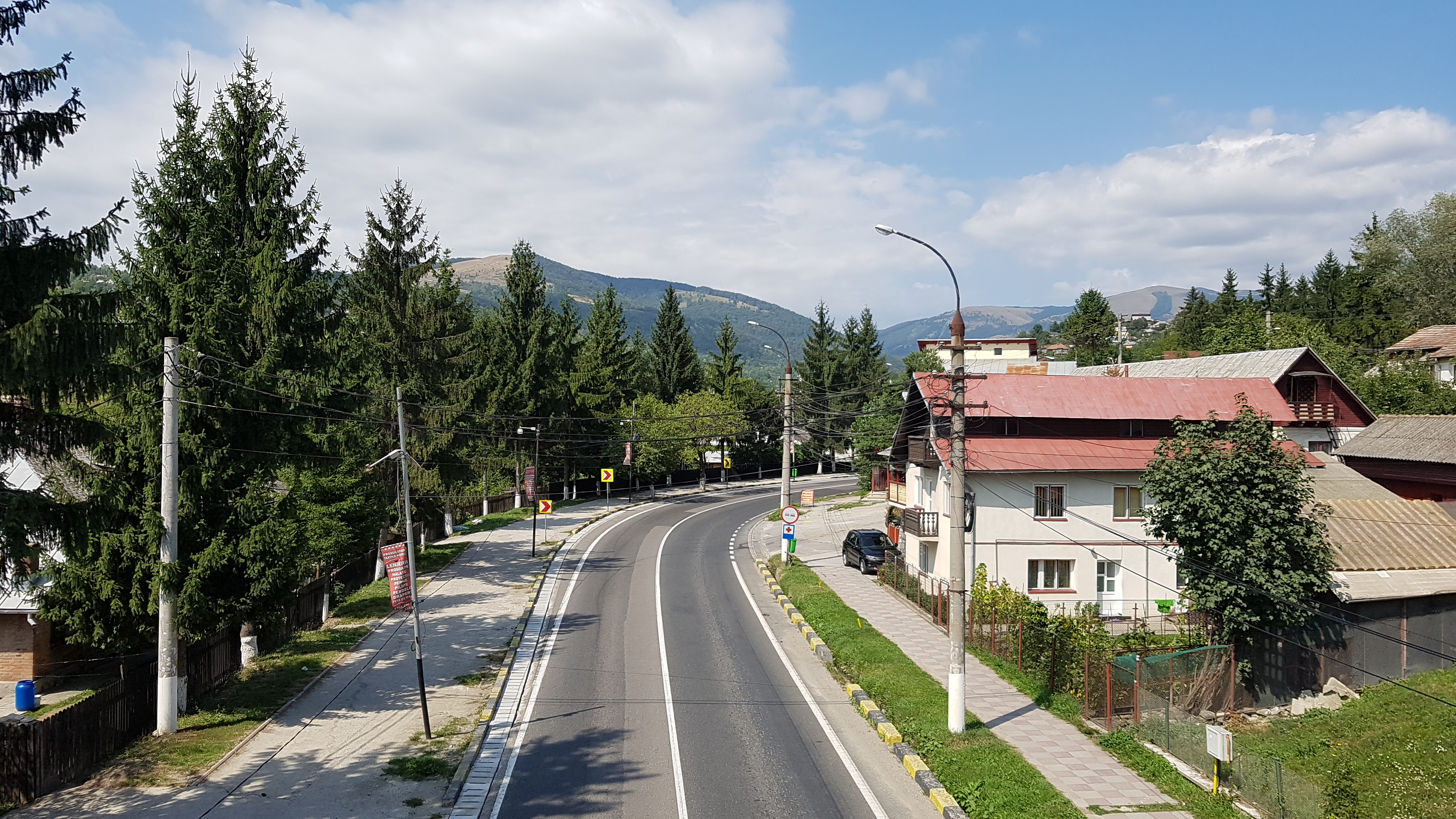
Comarnic văzut de pe pasarela de pe DN1
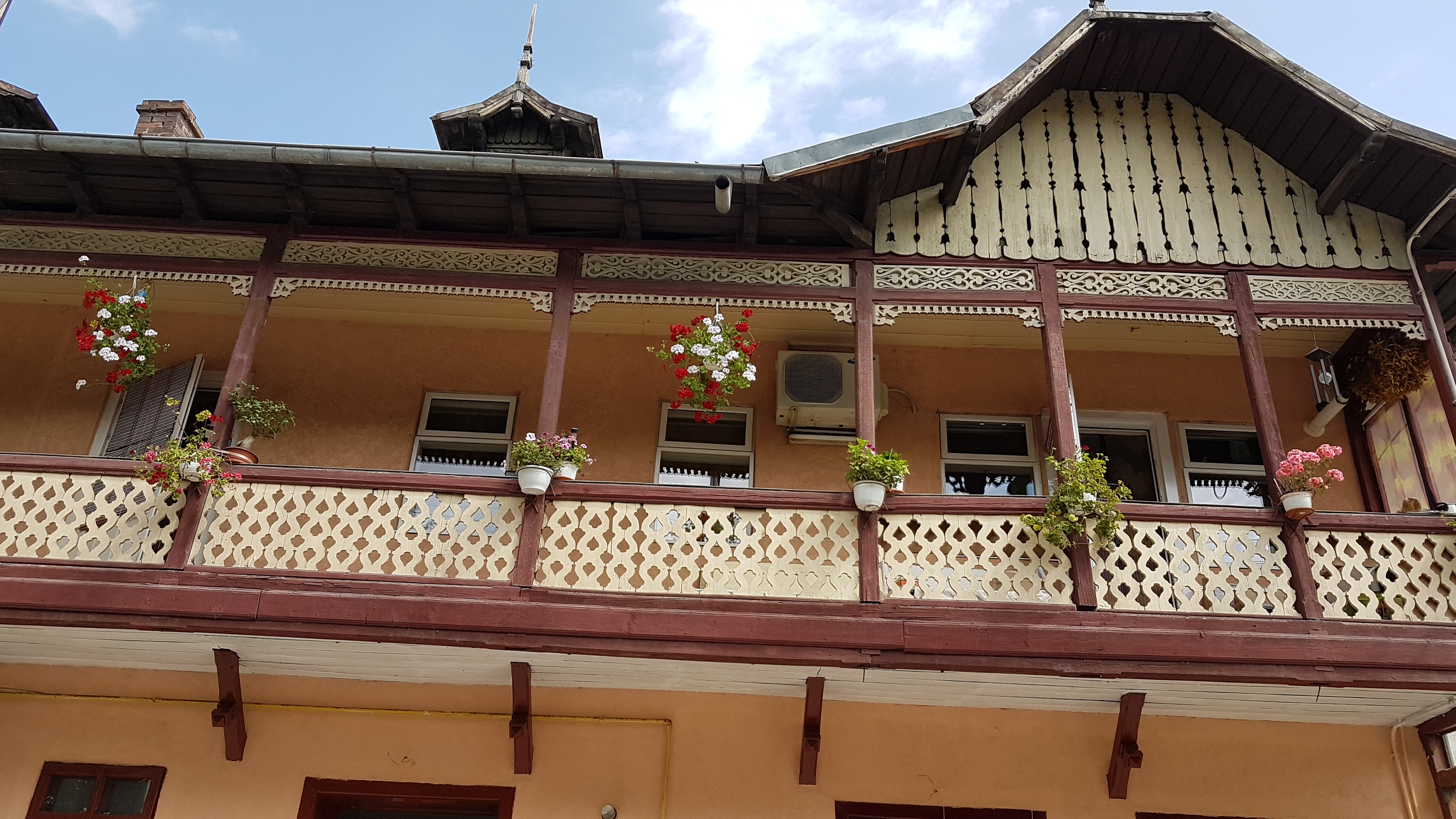
Casă tradițională românească
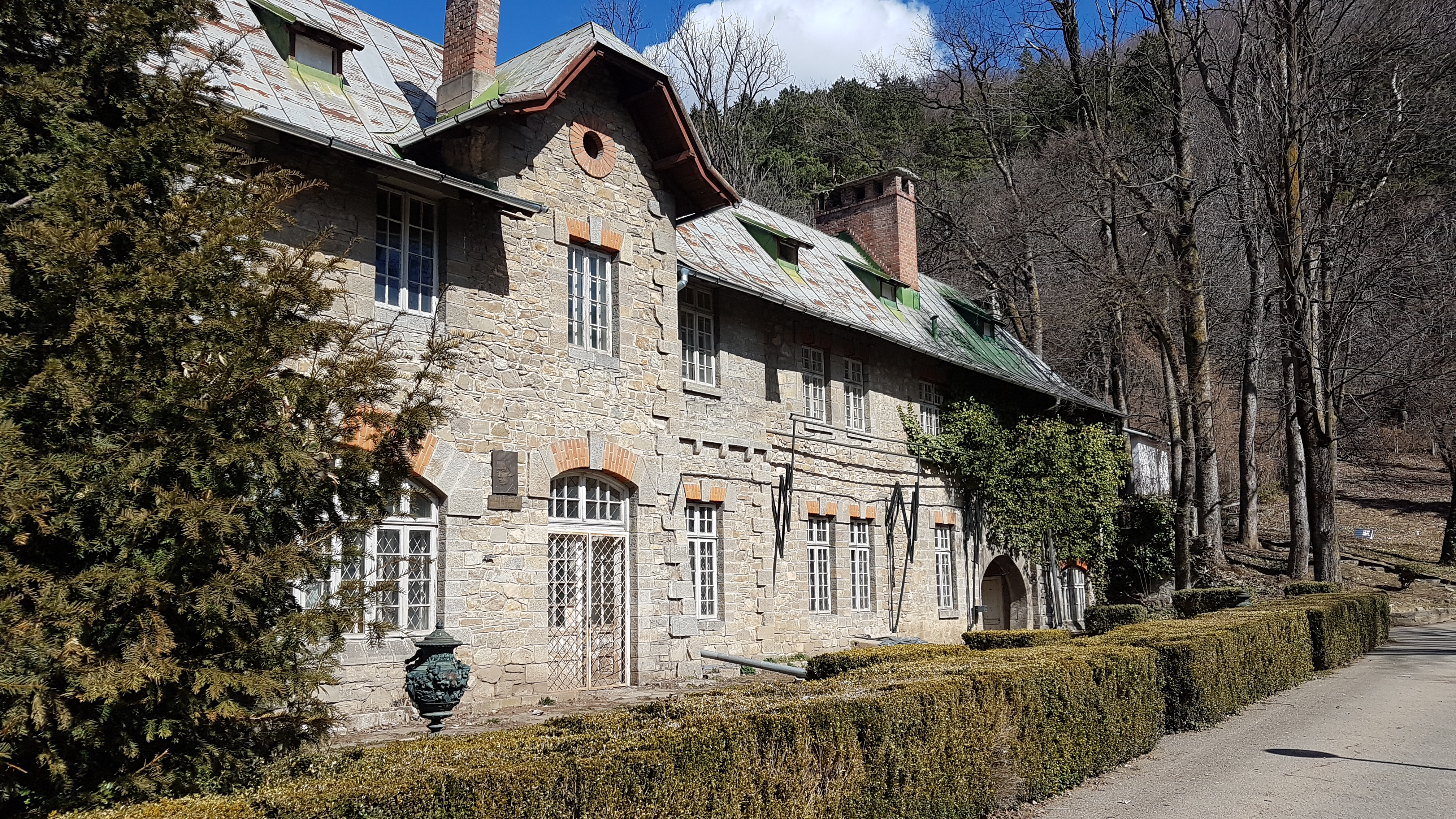
Reședința familiei Bibescu